# Cliffdell
Cliffdell az Amerikai Egyesült Államok északnyugati részén, Washington állam Yakima megyéjében elhelyezkedő statisztikai település. A 2010. évi népszámlálási adatok alapján 104 lakosa van.
Az eredetileg a Spring Flats nevet viselő helységet 1920-ban nevezték át Cliff és Della Schott tiszteletére. A településen 1885-ben katonai tábor működött.

## Fordítás
Ez a szócikk részben vagy egészben  a   Cliffdell, Washington című angol Wikipédia-szócikk ezen változatának fordításán alapul.  Az eredeti cikk szerkesztőit annak laptörténete sorolja fel. Ez a jelzés csupán a megfogalmazás eredetét és a szerzői jogokat jelzi, nem szolgál a cikkben szereplő információk forrásmegjelöléseként.